# Chrysopilus aureus
Chrysopilus aureus är en tvåvingeart som först beskrevs av Johann Wilhelm Meigen 1804.  Chrysopilus aureus ingår i släktet Chrysopilus och familjen snäppflugor. Inga underarter finns listade i Catalogue of Life.